# Чернече (Подільський район)
Черне́че — село Балтської міської громади у Подільському районі, Одеська область в Україні.

## Географія
Розташоване за 10 км від центру громади — міста Балта. На сході межує з селом Новополь, на півночі з селом Волова та на заході з селом Перейма.

## Історія
Назву пов'язують з існуванням в сусідньому лісі православного монастиря-скіта. Під час набігів гайдамаків поселенці скіта покинули його і ховалися в слободі, що отримала назву Чернече.
За адміністративними поділами — з 16 сторіччя Брацлавський повіт, з 19 сторіччя — Балтський повіт, 20 сторіччя — Балтський район.
7 (20) листопада 1917 року, відповідно до Третього Універсалу Української Центральної Ради, увійшло до складу Української Народної Республіки.
Село постраждало внаслідок геноциду українського народу, проведеного урядом СРСР 1932—1933 та 1946—1947. Під час організованого радянською владою Голодомору 1932—1933 років померло щонайменше 213 жителів села.
Станом на 1967 рік с. Карпівка та с. Чернече були об'єднані в одне село Чернече.
12 червня 2020 року, відповідно до Розпорядження Кабінету Міністрів України від № 724-р «Про визначення адміністративних центрів та затвердження територій територіальних громад Одеської області», увійшло до складу Балтської міської територіальної громади.
19 липня 2020 року, в результаті адміністративно-територіальної реформи і ліквідації Балтського району, село увійшло до складу новоутвореного Подільського району.

## Населення
Згідно з переписом 1989 року населення села становило 1216 осіб, з яких 491 чоловік та 725 жінок.
За переписом населення 2001 року в селі мешкали 1002 особи.

### Мова
Розподіл населення за рідною мовою за даними перепису 2001 року:
| Мова       | Відсоток |
| ---------- | -------- |
| українська | 96,21 %  |
| російська  | 3,39 %   |
| румунська  | 0,4 %    |

## Визначні пам'ятки
Церква святого Михаїла, храм засновано у 1780 році, триверха на кам'яному фундаменті, дзвіниця була окремо від церкви. Розібрана через ветхість, в 1877 року збудована нова церква святого Михаїла — цегляна одноверха з залізним дахом, дзвіниця разом з церквою. Церква не збереглася.
Як і в більшості сіл району, тут знайдено поселення трипільської культури.

## Відомі уродженці
- Леоницький Сергій Дем'янович (1909—1990) — Герой Радянського Союзу.